# 도덕적 공황

마녀사냥은 잠재적으로 모럴 패닉이 불붙인 집단행동의 역사적인 한 예이다. 1555년 독일 프린트.

도덕적 공황(moral panic)은 사회 질서를 위협하는 것으로 보이는 문제에 대한 집단에서 표현되는 강렬한 감정이다. 모럴 패닉은 논쟁과 사회적 긴장을 수반하고, 중심적인 문제가 금기이기 때문에 동의가 어려운 본질적인 논란 속에 있다.
모럴 패닉은 어떤 사악한 사람이나 사물이 공동체나 사회의 가치, 이익 또는 복지를 위협한다는 광범위한 두려움, 종종 비합리적인 느낌이다. 이는 "사회적 관심을 불러일으키는 과정"이다. 문제에 대한' 문제는 일반적으로 도덕적 기업가와 대중 매체 보도에 의해 지속되고 정치인과 국회의원에 의해 악화된다. 모럴 패닉으로 인해 지역 사회를 통제하기 위한 새로운 법률이 제정될 수 있다.
이 용어를 개발한 스탠리 코헨(Stanley Cohen)은 “상태, 사건, 개인 또는 집단이 사회적 가치와 이익에 대한 위협으로 정의될 때” 모럴 패닉이 발생한다고 말한다. 확인된 문제는 실제일 수 있지만 주장은 "해의 심각성, 범위, 전형적성 및 불가피성을 과장합니다". 모럴 패닉은 이제 사회학과 범죄학, 미디어 연구, 문화 연구에서 연구된다.
모럴 패닉의 예로는 약탈적인 소아성애자에 의한 광범위한 어린이 유괴에 대한 믿음, 사탄 숭배에 의한 여성과 어린이의 의식적 학대에 대한 믿음, 음악 가사의 영향에 대한 우려가 있다. 일부 모럴 패닉은 "적색 공포(Red Scare)" 및 테러와 같은 개념을 포함하는 표준 정치 담론에 포함될 수 있다.
사회학적 현상이라기보다는 심리적 질병에 가까운 집단 히스테리와는 다르다.

## 같이 보기
- 일반적인 오해 목록
- 음모론
- 일탈
- 성소수자 청정지대
- 집단 심인성 질환
- 피해망상
- 인구 폭탄
- 사회 낙인
- 마녀사냥